# MPlayer
Az MPlayer egy multimédia-lejátszó program, amit a magyar Gereöffy Árpád kezdett el fejleszteni. Később több fejlesztő is csatlakozott a projekthez. Gereöffy nem talált magának semmilyen kielégítő médialejátszó alkalmazást Linuxra, ezért 2000-ben elkezdte fejleszteni a projektet.

## Történelmi áttekintés
Az első – "történelem előtti" – verzió mpg12play v0.1 néven látott napvilágot, fél óra alatt készült, a libmpeg3 felhasználásával.
A legelső MPlayer néven futott kiadás a WIN32 DLL codecek használatára képes avifile függvénykönyvtár felhasználásával, az mpg12play 0.90pre5 továbbfejlesztése révén történt meg.
| Kiadás        | Kiadás dátuma | Leírás                                                                  |
| ------------- | ------------- | ----------------------------------------------------------------------- |
| mpg12play 0.1 | 2000. 09. 22  | libmpeg3 függvénykönyvtár felhasználásával                              |
| mpg12play 0.5 | 2000. 09. 28  | második generációs lejátszó DVDview függvénykönyvtárral                 |
| mpg12play 0.9 | 2000. 10. 21  | harmadik generáció a libmpeg2 függvénykönyvtár alkalmazásával           |
| MPlayer 0.3   | 2000. 11. 18  | két külön program, az mpg12play 0.95pre6 és az avip lejátszó használata |
| MPlayer 0.10  | 2001. 01. 01  | az első mpeg és avi fájlok lejátszására képes bináris                   |

Eleinte a legtöbb fejlesztő magyar volt, de jelenleg a világ minden tájáról fejlesztik programozók. Beregszászi Alex vitte tovább a projektet 2003-ban, amikor is Gereöffy Árpád abbahagyta az MPlayer fejlesztését, és elkezdte fejleszteni az MPlayer G2-t, mely program az MPlayer második generációja lett volna. Az MPlayer G2 jelenleg nem rendelkezik kiadott verzióval.

## Jellemzők
Az MPlayer ma már több operációs rendszert is támogat a Linuxon kivül is: Mac OS X, Microsoft Windows, de a forráskódból lefordítható Sun Solarisra és különféle BSD változatokra is.
Az MPlayer teljes neve eredetileg "MPlayer – The Movie Player for Linux" volt. Ezt később a fejlesztők lerövidítették "MPlayer – The Movie Player"-re, mikor az alkalmazást kiadták más operációs rendszerekre, így például Windowsra is.
Az MPlayer ingyenesen használható szabad szoftver, a GNU General Public License alatt terjeszthető.
Az MPlayer-csapat másik programja a MEncoder, amely többféle formátumú bemeneti médiát (hangot, képet) képes átalakítani sokféle kimeneti formátumra. Lehetséges hozzáadni hang- vagy feliratsávokat, rengeteg hang- és képszűrő áll rendelkezésre.
Az MPlayer parancssoros alkalmazás. Többféle grafikus felhasználói felület  érhető el hozzá a különböző platformokra, operációs rendszerekre.
Unix, Linux, Mac OS X alapú rendszerekre, illetve Windows alá a hivatalos grafikus frontend a GMPlayer.
Más grafikus felületek is elérhetőek a legtöbb platformra. Így például SMPlayer (Linux és Windows), NMC player (Windows), és MPU (Windows).
Az MPlayer támogat sokféle médiaformátumot, ezen felül képes a médiafolyamokat, internetrádió, -tévé adását fájlba menteni.
| Kiadás                                             | Kiadás dátuma | Megjegyzések                                                                                       |
| -------------------------------------------------- | ------------- | -------------------------------------------------------------------------------------------------- |
| MPlayer 0.3                                        | 2000. 11. 18  | két külön program, az mpg12play v0.95pre6 és az avip lejátszó használata                           |
| MPlayer 0.10                                       | 2001. 01. 01  | az első mpeg és avi fájlok lejátszására képes bináris                                              |
| MPlayer 0.17 (The IdegCounter)                     | 2001. 04. 27  | DVD, VCD, OSD, DivX/AVI/ASF/MPEG1/MPEG2                                                            |
| MPlayer 0.18 (The BugCounter)                      | 2001. 07. 09  | ASF támogatás                                                                                      |
| MPlayer 0.50 (The Faszom(C)ounter)                 | 2001. 10. 08  | GUI, open DivX támogatás                                                                           |
| MPlayer 0.60 (The RTFMCounter)                     | 2002. 01. 03  | MOV/VIVO/RM/FLI/NUV, XAnim, DVD feliratok támogatása, valamint az első MEncoder kiadás, TV grabber |
| MPlayer 0.90pre1                                   | 2002. 04. 21  | 100% GPL kód                                                                                       |
| MPlayer 0.90pre10 (The BirthdayCounter)            | 2002. 11. 11  | két éves születésnapi kiadás                                                                       |
| MPlayer 0.90 (The CounterCounter)                  | 2003. 04. 06  | |
| MPlayer 0.91                                       | 2003. 08. 13  | |
| MPlayer 1.0pre1 (Development on the beach)         | 2003. 09. 01  | |
| MPlayer 1.0pre2                                    | 2003. 10. 05  | |
| MPlayer 1.0pre3 (The Real Counter)                 | 2003. 12. 09  | |
| MPlayer 1.0pre4 (YAML Counter)                     | 2004. 04. 28  | |
| MPlayer 0.93                                       | 2004. 07. 09  | |
| MPlayer 1.0pre5                                    | 2004. 07. 15  | |
| MPlayer 1.0pre6 (X-mas present)                    | 2004. 12. 23  | |
| MPlayer 1.0pre7 (PatentCounter)                    | 2005. 04. 16  | |
| MPlayer 1.0pre8 (NeuTeam strikes back)             | 2006. 06. 11  | |
| MPlayer 1.0rc1 (Codename intentionally left blank) | 2006. 10. 22  | |
| MPlayer 1.0rc2 (AreWeThereYet?)                    | 2007. 10. 07  | |
| MPlayer 1.0rc3 (BikeshedCounter AKA Godot)         | 2010. 05. 30  | |
| MPlayer 1.0rc4 (Yes we can)                        | 2011. 01. 30  | |
| MPlayer 1.1                                        | 2012. 06. 10  | |
| MPlayer 1.1.1                                      | 2013. 05. 05  | |
| MPlayer 1.2                                        | 2015. 10. 03  | |
| MPlayer 1.2.1                                      | 2016. 01. 24  | |
| MPlayer 1.3.0 (worksforme)                         | 2016. 02. 16  | |

## Támogatott formátumok, codec-ek

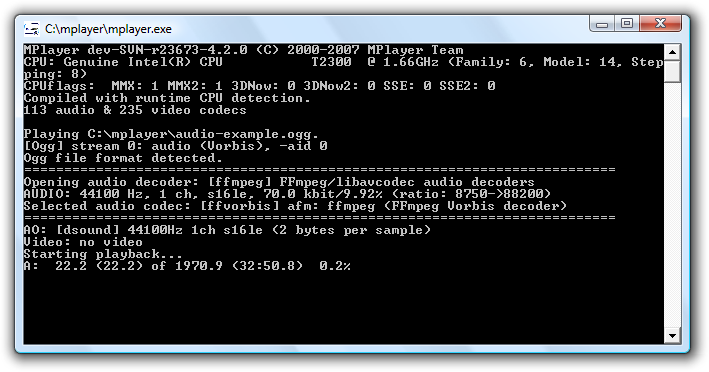
Microsoft Windows alatt parancssorban futó MPlayer.

## Támogatott formátumok, codec-ek[7]

### Támogatott bemeneti formátumok
- (S)VCD (Super Video CD)
- CDRwin's .bin képfájl
- DVD, beleértve a kódolt DVD-t
- MPEG-1/2 (ES/PS/PES/VOB)
- AVI fájl formátum
- ASF/WMV/WMA formátum
- QT/MOV/MP4 formátum
- RealAudio/RealVideo formátum
- Ogg/OGM formátum
- Matroska formátum
- NUT formátum
- NSV (Nullsoft Streaming Video)
- VIVO formátum
- FLI formátum
- NuppelVideo formátum
- yuv4mpeg formátum
- FILM (.cpk) formátum
- RoQ formátum
- PVA formátum
- HTTP/FTP, RTP/RTSP, MMS/MMST, MPST, SDP streamelés
- TV digitalizálás

### Támogatott codec-ek
| - MPEG-1 (VCD) és MPEG-2 (SVCD/DVD/DVB) video - MPEG-4 ASP variánsok: DivX, OpenDivX (DivX4),DivX 5 (Pro), Xvid - MPEG-4 AVC (H.264), HEVC (H.265) - Windows Media Video 7/8 (WMV1/2) - Windows Media Video 9 (WMV3) (x86-os DLL-ekkel) - RealVideo 1.0, 2.0 (G2) - RealVideo 3.0 (RP8), 4.0 (RP9) (Real függvénykönyvtárakkal) - Sorenson v1/v3 (SVQ1/SVQ3), Cinepak, RPZA és más QuickTime codec-ek - DV video - 3ivx - Intel Indeo3 (3.1, 3.2) - Intel Indeo 4.1 és 5.0 (x86 DLL-ekkel, vagy XAnim codec-ekkel) - VIVO 1.0, 2.0, I263 és más H.263(+) variánsok (x86-os DLL-ekkel) - MJPEG, AVID, VCR2, ASV2 és más hardveres formátumok - FLI/FLC - HuffYUV - régi RLE-szerű formátumok | - MPEG layer 1, 2, 3 (MP3) audio - AC3/A52, E-AC3, DTS (Dolby Digital) audio (szoftveres, vagy SP/DIF) - AAC (MPEG-4 audio) - WMA (DivX Audio) v1, v2 - WMA 9 (WMAv3), Voxware audio, ACELP.net etc (x86-os DLL-ekkel) - RealAudio: COOK, SIPRO, ATRAC3 (Real függvénykönyvtárakkal) - RealAudio: DNET és régebbi codec-ek - QuickTime: Qclp, Q-Design QDMC/QDM2, MACE 3/6 (QT függvénykönyvtárakkal), ALAC - Ogg Vorbis audio - VIVO audio (g723, Vivo Siren) (x86-os DLL-ekkel) - alaw/ulaw, (ms)gsm, pcm, *adpcm hasonló régi formátumok |

### Támogatott kimeneti formátumok
| - x11: X11 SHM-mel - xv: X11 hardveres Xvideo kiterjesztéssel - xvmc: Xvideo Motion Compensation - vidix: VIDeo Interface for *niX - xvidix: VIDIX ablakban - cvidix: VIDIX konzolon - winvidix: VIDIX Windows alatt - dga: X11 DGA (v1.0, v2.0) - gl: OpenGL - gl2: OpenGL 2.0 - fbdev: framebuffer - svga: SVGAlib - sdl: SDL - ggi: GGI - aalib: ASCII - caca: színes ASCII - vesa: VESA BIOS - directfb: DirectFB - direct3d: Windows Direct3D 9 - directx: Windows DirectX - quartz: Mac OS X | - mga: Matrox G200/G400/G450/G550 - xmga: Matrox G200/G400/G450/G550 - syncfb: Matrox G400 - 3dfx: Voodoo 3/Banshee - tdfxfb: Voodoo 3/Banshee - mpegpes: Siemens DVB - dxr2: DXR2 - dxr3: DXR3/Hollywood+ - zr: Zoran360[56]7 - vdpau: NVidia - png: PNG - jpeg: JPEG - gif89a: animált GIF - tga: Targa - yuv4mpeg: yuv4mpeg - pgm: PGM - md5: MD5sum - null: null - bl: Blinkenlights | - OSS (Open Sound System) - SDL (Simple Directmedia Layer) - ALSA (Advanced Linux Sound Architecture) 0.5/0.9/1.0 - SUN audio - SGI audio - Mac OS X audio - Windows audio - NAS (Network Audio System) - ESD (ESound Daemon) - ARTS (KDE Sound System) - JACK (Jack Audio Connection Kit) |

## Legalitás
A legtöbb video-, és hangformátumot a libavcodec függvénykönyvtár segítségével támogatja, ami az FFmpeg project része.
x86 alapú platformokon Windows DLL-eket is tud használni közvetlenül, egy DLL betöltő segítségével, ami az avifile program része (eredetileg a WINE projektből átemelve).
Régebben az MPlayer OpenDivX-et is használt, de annak a licence GPL-el nem fér össze, ezért azt kivették belőle, így téve az MPlayert teljesen ingyenesen használható, és nyílt forrású programmá.

## Külső hivatkozások
- Mplayer hivatalos oldal, HTML documentációval
- Támogatott Kodekek listája
- MPlayerel kapcsolatos más projektek
- Dokumentáció LinuxQuestions wikin (Angol)
- MPlayer plugin Mozillához
- MPlay, Nagy tudású MPlayer alapú média lejátszó Windowsra
- MPUI, MPUI = MPlayer User Interface, egy MPlayer grafikus felület Windowsra
- NMC player, MPlayer alapú, teljesértékű grafikus lejátszó program .NET 2.0 ben fejlesztve
- SMPlayer, még egy MPlayer alapú média lejátszó Windows/Linux alá (Qt kell neki)
- MPlayerXP egy MPlayer fejlesztési ág, amely a többszálas működése révén képes több processzormagot is kihasználni